# Campionati italiani di mountain bike
I Campionati italiani di mountain bike sono la manifestazione annuale che assegna il titolo di Campione d'Italia nelle diverse specialità del mountain biking. I vincitori hanno il diritto di indossare per un anno la maglia di campione italiano, come accade per il campione mondiale.
I campionati italiani nel settore mountain bike si disputano per le specialità cross country, per la specialità marathon e per la specialità downhill. Vengono assegnati titoli per le categorie Elite, Under-23 e Juniores uomini, Elite, Under-23 e Juniores donne. Sono inoltre previste, all'interno della stessa rassegna, anche le gare per le categorie amatoriali (master).

## Albo d'oro cross country

### Uomini open/Elite
Aggiornato all'edizione 2025.
| Anno | Vincitore             | Secondo              | Terzo                 |
| ---- | --------------------- | -------------------- | --------------------- |
| 2001 | Marco Bui             | Hubert Pallhuber     | Mirko Pirazzoli       |
| 2002 | Martino Fruet         | Yader Zoli           | Hubert Pallhuber      |
| 2003 | Marco Bui             | Dario Acquaroli      | Mirko Pirazzoli       |
| 2004 | Dario Acquaroli       | Marco Bui            | Mirko Pirazzoli       |
| 2005 | Marco Bui             | Martino Fruet        | Ramon Bianchi         |
| 2006 | Yader Zoli            | Mirko Pirazzoli      | Martino Fruet         |
| 2007 | Yader Zoli            | Johann Pallhuber     | Mirko Pirazzoli       |
| 2008 | Yader Zoli            | Johnny Cattaneo      | Andrea Tiberi         |
| 2009 | Marco Aurelio Fontana | Johnny Cattaneo      | Alessandro Gambino    |
| 2010 | Marco Aurelio Fontana | Umberto Carlo Corti  | Andrea Tiberi         |
| 2011 | Marco Aurelio Fontana | Martino Fruet        | Michele Casagrande    |
| 2012 | Marco Aurelio Fontana | Michele Casagrande   | Andrea Tiberi         |
| 2013 | Mirko Tabacchi        | Andrea Tiberi        | Marco Aurelio Fontana |
| 2014 | Luca Braidot          | Gerhard Kerschbaumer | Andrea Tiberi         |
| 2015 | Andrea Tiberi         | Daniele Braidot      | Luca Braidot          |
| 2016 | Daniele Braidot       | Luca Braidot         | Michele Casagrande    |
| 2017 | Gerhard Kerschbaumer  | Luca Braidot         | Andrea Tiberi         |
| 2018 | Gerhard Kerschbaumer  | Luca Braidot         | Daniele Braidot       |
| 2019 | Gerhard Kerschbaumer  | Daniel Braidot       | Luca Braidot          |
| 2020 | Luca Braidot          | Gerhard Kerschbaumer | Fabian Rabensteiner   |
| 2021 | Nadir Colledani       | Luca Braidot         | Daniele Braidot       |
| 2022 | Gerhard Kerschbaumer  | Juri Zanotti         | Luca Braidot          |
| 2023 | Luca Braidot          | Gioele Bertolini     | Filippo Fontana       |
| 2024 | Luca Braidot          | Simone Avondetto     | Juri Zanotti          |
| 2025 | Luca Braidot          | Juri Zanotti         | Nadir Colledani       |

### Donne Elite
Aggiornato all'edizione 2025.
| Anno | Vincitrice          | Seconda            | Terza            |
| ---- | ------------------- | ------------------ | ---------------- |
| 2001 | Annabella Stropparo | Camilla Bertossi   | Elena Giacomuzzi |
| 2002 | Annabella Stropparo | Elena Giacomuzzi   | Camilla Bertossi |
| 2003 | Annabella Stropparo | Alexandra Hober    | Monica Brunato   |
| 2004 | Annabella Stropparo | Claudia Marsilio   | Alexandra Hober  |
| 2005 | Paola Pezzo         | Elena Giacomuzzi   | Elena Gaddoni    |
| 2006 | Annabella Stropparo | Elena Gaddoni      | Claudia Marsilio |
| 2007 | Annabella Stropparo | Elena Gaddoni      | Michela Benzoni  |
| 2008 | Elena Gaddoni       | Michela Benzoni    | Elena Giacomuzzi |
| 2009 | Eva Lechner         | Roberta Gasparini  | Elena Gaddoni    |
| 2010 | Eva Lechner         | Elena Giacomuzzi   | Evelyn Staffler  |
| 2011 | Eva Lechner         | Michela Benzoni    | Vania Rossi      |
| 2012 | Eva Lechner         | Roberta Gasparini  | Daniela Veronesi |
| 2013 | Eva Lechner         | Anna Oberparleiter | Judith Pollinger |
| 2014 | Eva Lechner         | Serena Calvetti    | Mara Fumagalli   |
| 2015 | Eva Lechner         | Serena Calvetti    | Mara Fumagalli   |
| 2016 | Eva Lechner         | Lisa Rabensteiner  | Serena Calvetti  |
| 2017 | Serena Calvetti     | Lisa Rabensteiner  | Gaia Ravaioli    |
| 2018 | Eva Lechner         | Serena Calvetti    | Chiara Teocchi   |
| 2019 | Martina Berta       | Eva Lechner        | Chiara Teocchi   |
| 2020 | Eva Lechner         | Martina Berta      | Chiara Teocchi   |
| 2021 | Eva Lechner         | Marika Tovo        | Martina Berta    |
| 2022 | Martina Berta       | Chiara Teocchi     | Giorgia Marchet  |
| 2023 | Martina Berta       | Greta Seiwald      | Giada Specia     |
| 2024 | Martina Berta       | Giada Specia       | Greta Seiwald    |
| 2025 | Martina Berta       | Chiara Teocchi     | Nicole Pesse     |

### Uomini Under-23
| Anno | Vincitore             | Secondo              | Terzo                    |
| ---- | --------------------- | -------------------- | ------------------------ |
| 2010 | Samuele Porro         | Juri Ragnoli         | Diego Rosa               |
| 2011 | Gerhard Kerschbaumer  | Luca Braidot         | Nicholas Pettinà         |
| 2012 | Gerhard Kerschbaumer  | Luca Braidot         | Nicholas Pettinà         |
| 2013 | Gerhard Kerschbaumer  | Nicholas Pettinà     | Daniele Braidot          |
| 2014 | Andrea Righettini     | Stefano Valdrighi    | Gioele Bertolini         |
| 2015 | Denis Fumarola        | Nadir Colledani      | Gioele Bertolini         |
| 2016 | Gioele Bertolini      | Nadir Colledani      | Denis Fumarola           |
| 2017 | Gioele Bertolini      | Nadir Colledani      | Francesco Bonetto        |
| 2018 | Juri Zanotti          | Alessandro Saravalle | Alessio Agostinelli      |
| 2019 | Gioele De Cosmo       | Alessio Agostinelli  | Simone Avondetto         |
| 2020 | Juri Zanotti          | Filippo Fontana      | Andreas Emanuele Vittone |
| 2021 | Juri Zanotti          | Simone Avondetto     | Andreas Emanuele Vittone |
| 2022 | Simone Avondetto      | Filippo Fontana      | Filippo Agostinacchio    |
| 2023 | Emanuele Bocchio Vega | Samuele Leone        | Simone Pederiva          |
| 2024 | Elian Paccagnella     | Matteo Siffredi      | Fabio Bassignana         |
| 2025 | Matteo Siffredi       | Elian Paccagnella    | Fabio Bassignana         |

### Donne Under-23
| Anno | Vincitrice        | Seconda            | Terza                |
| ---- | ----------------- | ------------------ | -------------------- |
| 2007 | Judith Pollinger  | Sibylle Werth      | Nicole Perruchon     |
| 2008 | Judith Pollinger  | Claudia Sieder     | Sibylle Werth        |
| 2009 | Claudia Sieder    | Anna Oberparleiter | Nina Gulino          |
| 2010 | Serena Calvetti   | Nina Gulino        | Martina Giovanniello |
| 2011 | Serena Calvetti   | Cornelia Schuster  | Martina Giovanniello |
| 2012 | Serena Calvetti   | Anna Oberparleiter | Alessia Bulleri      |
| 2013 | Lisa Rabensteiner | Alessia Bulleri    | Giulia Gaspardino    |
| 2014 | Lisa Rabensteiner | Serena Tasca       | Alessia Bulleri      |
| 2015 | Serena Tasca      | Lisa Rabensteiner  | Émilie Collomb       |
| 2016 | Chiara Teocchi    | Serena Tasca       | Greta Seiwald        |
| 2017 | Chiara Teocchi    | Martina Berta      | Giorgia Marchet      |
| 2018 | Marika Tovo       | Giorgia Marchet    | Greta Seiwald        |
| 2019 | Giorgia Marchet   | Giada Specia       | Greta Seiwald        |
| 2020 | Marika Tovo       | Giorgia Marchet    | Giada Specia         |
| 2021 | Giada Specia      | Nicole Pesse       | Francesca Saccu      |
| 2022 | Giada Specia      | Sara Cortinovis    | Noemi Plankensteiner |
| 2023 | Sara Cortinovis   | Lucia Bramati      | Nicole Pesse         |
| 2024 | Valentina Corvi   | Nicole Pesse       | Sara Cortinovis      |
| 2025 | Sara Cortinovis   | Valentina Corvi    | Marika Celestino     |

### Uomini Juniores
| Anno | Vincitore              | Secondo                | Terzo              |
| ---- | ---------------------- | ---------------------- | ------------------ |
| 2007 | Nicolas Jeantet        | Stefano Panizza        | Erik Paccagnella   |
| 2008 | Gerhard Kerschbaumer   | Nicholas Pettinà       | Luca Braidot       |
| 2009 | Gerhard Kerschbaumer   | Nicholas Pettinà       | Daniele Braidot    |
| 2010 | Maximilian Vieider     | Denny Lupato           | Andrea Righettini  |
| 2011 | Matteo Olivotto        | Lorenzo Samparisi      | Stefano Valdrighi  |
| 2012 | Beltain Schmid         | Gioele Bertolini       | Denis Fumarola     |
| 2013 | Gioele Bertolini       | Alessandro Saravalle   | Michael Spoegler   |
| 2014 | Alessandro Naspi       | Moreno Pellizzon       | Juri Cerqui        |
| 2015 | Francesco Bonetto      | Jakob Dorigoni         | Gioele De Cosmo    |
| 2016 | Matteo Cucchi          | Antonio Folcarelli     | Juri Zanotti       |
| 2017 | Juri Zanotti           | Edoardo Xillo          | Filippo Fontana    |
| 2018 | Simone Avondetto       | Zaccaria Toccoli       | Filippo Fontana    |
| 2019 | Andreas Vittone        | Davide Toneatti        | Emanuele Huez      |
| 2020 | Matteo Siffredi        | Kevin Pezzo Rosola     | Lorenzo Trincheri  |
| 2021 | Yannick Parisi         | Matteo Siffredi        | Marco Betteo       |
| 2022 | Marco Betteo           | Fabio Bassignana       | Tommaso Ferri      |
| 2023 | Elian Paccagnella      | Tommaso Bosio          | Gabriel Borre      |
| 2024 | Giulio Peruzzo         | Federico Rosario Brafa | Tommaso Bosio      |
| 2025 | Federico Rosario Brafa | Ettore Fabbro          | Gabriele Scagliola |

### Donne Juniores
| Anno | Vincitrice         | Seconda              | Terza                |
| ---- | ------------------ | -------------------- | -------------------- |
| 2007 | Roselisa Palma     | Cornelia Schuster    | Vittoria Casalegno   |
| 2008 | Cornelia Schuster  | Serena Calvetti      | Marta Pastore        |
| 2009 | Michela Battaglia  | Chiara Pastore       | Nicole Windegger     |
| 2010 | Alessia Bulleri    | Julia Innerhofer     | Cindy Casadei        |
| 2011 | Julia Innerhofer   | Alessia Bulleri      | Lisa Rabensteiner    |
| 2012 | Émilie Collomb     | Giulia Gaspardino    | Sara De Leo          |
| 2013 | Émilie Collomb     | Greta Weithaler      | Serena Tasca         |
| 2014 | Chiara Teocchi     | Greta Seiwald        | Rebecca Gariboldi    |
| 2015 | Martina Berta      | Alessia Verrando     | Eleonore Barmaverain |
| 2016 | Martina Berta      | Marika Tovo          | Alessia Verrando     |
| 2017 | Marika Tovo        | Giada Specia         | Giorgia Stegagnolo   |
| 2018 | Giada Specia       | Julia Maria Graf     | Giulia Bertoni       |
| 2019 | Nicole Pesse       | Letizia Motalli      | Maria Julia Graf     |
| 2020 | Nicole Pesse       | Noemi Plankensteiner | Giulia Challancin    |
| 2021 | Sara Cortinovis    | Noemi Plankensteiner | Sophie Auer          |
| 2022 | Valentina Corvi    | Lucrezia Braida      | Sophie Auer          |
| 2023 | Elisa Lanfranchi   | Giada Martinoli      | Marika Celestino     |
| 2024 | Giada Martinoli    | Elisa Ferri          | Valeria Terzi        |
| 2025 | Giorgia Pellizotti | Nicole Azzetti       | Elisa Giangrasso     |

## Albo d'oro marathon

### Uomini open/Elite
Aggiornato all'edizione 2020.
| Anno | Vincitore       | Secondo         | Terzo               |
| ---- | --------------- | --------------- | ------------------- |
| 2009 | Mirko Celestino | Mike Felderer   | Mirko Pirazzoli     |
| 2010 | Johnny Cattaneo | Mike Felderer   | Mirko Celestino     |
| 2011 | Mirko Celestino | Marzio Deho     | Yader Zoli          |
| 2012 | Juri Ragnoli    | Tony Longo      | Nicolas Pettina     |
| 2013 | Tony Longo      | Damiano Ferraro | Samuele Porro       |
| 2014 | Samuele Porro   | Juri Ragnoli    | Luca Ronchi         |
| 2015 | Samuele Porro   | Damiano Ferraro | Johnny Cattaneo     |
| 2016 | Juri Ragnoli    | Tony Longo      | Samuele Porro       |
| 2017 | Juri Ragnoli    | Samuele Porro   | Fabian Rabensteiner |
| 2018 | Samuele Porro   | Juri Ragnoli    | Mattia Longa        |
| 2019 | Samuele Porro   | Daniele Mensi   | Juri Ragnoli        |
| 2020 | Samuele Porro   | Juri Ragnoli    | Fabian Rabensteiner |

### Donne open/Elite
Aggiornato all'edizione 2020.
| Anno | Vincitrice          | Seconda             | Terza               |
| ---- | ------------------- | ------------------- | ------------------- |
| 2006 | Annabella Stropparo | Elena Gaddoni       | Claudia Marsilio    |
| 2007 | Annabella Stropparo | Elena Gaddoni       | Alexandra Hober     |
| 2008 | Annabella Stropparo | Elena Gaddoni       | Anna Ferrari        |
| 2009 | Eva Lechner         | Roberta Gasparini   | Elena Gaddoni       |
| 2010 | Eva Lechner         | Michela Benzoni     | Anna Ferrari        |
| 2011 | Daniela Veronesi    | Elena Giacomuzzi    | Anna Ferrari        |
| 2012 | Daniela Veronesi    | Elena Gaddoni       | Elena Giacomuzzi    |
| 2013 | Elena Gaddoni       | Lorenza Menapace    | Claudia Andolina    |
| 2014 | Daniela Veronesi    | Elena Gaddoni       | Francesca Bugnone   |
| 2015 | Valentina Frasisti  | Mara Fumagalli      | Elena Gaddoni       |
| 2016 | Valentina Frasisti  | Annabella Stropparo | Maria Cristina Nisi |
| 2017 | Maria Cristina Nisi | Annabella Stropparo | Elena Gaddoni       |
| 2018 | Mara Fumagalli      | Elena Gaddoni       | Jessica Pellizzaro  |
| 2019 | Mara Fumagalli      | Elena Gaddoni       | Maria Cristina Nisi |
| 2020 | Elena Gaddoni       | Debora Piana        | Gaia Ravaioli       |

## Albo d'oro downhill

### Uomini open/Elite
Aggiornato all'edizione 2021.
| Anno | Vincitore                 | Secondo                   | Terzo                     |
| ---- | ------------------------- | ------------------------- | ------------------------- |
| 2011 | Lorenzo Suding            | Marco Milivinti           | Carlo Gambirasio          |
| 2012 | Lorenzo Suding            | Gianluca Vernassa         | Claudio Cozzi             |
| 2013 | Lorenzo Suding            | Walter Belli              | Justyn Norek              |
| 2014 | Johannes von Klebelsberg  | Alan Beggin               | Francesco Danilo Petrucci |
| 2015 | Francesco Colombo         | Gianluca Vernassa         | Loris Revelli             |
| 2016 | Francesco Danilo Petrucci | Loris Revelli             | Francesco Colombo         |
| 2017 | Francesco Colombo         | Francesco Danilo Petrucci | Loris Revelli             |
| 2018 | Johannes von Klebelsberg  | Francesco Colombo         | Marco Milivinti           |
| 2019 | Loris Revelli             | Davide Palazzari          | Francesco Colombo         |
| 2020 | Davide Palazzari          | Loris Revelli             | Tommaso Francardo         |
| 2021 | Davide Cappello           | Davide Palazzari          | Stefano Introzzi          |
| 2022 | Davide Cappello           | Loris Revelli             | Stefano Introzzi          |
| 2023 | Davide Palazzari          | Stefano Introzzi          | Loris Revelli             |

### Donne open/Elite
Aggiornato all'edizione 2021.
| Anno | Vincitrice       | Seconda          | Terza               |
| ---- | ---------------- | ---------------- | ------------------- |
| 2011 | Alia Marcellini  | Elisa Canepa     | Monica Ghione       |
| 2012 | Elisa Canepa     | Alia Marcellini  | Veronika Widmann    |
| 2013 | Alia Marcellini  | Elisa Canepa     | Veronika Widmann    |
| 2014 | Alia Marcellini  | Rosaria Fuccio   | Julia Tanner        |
| 2015 | Veronika Widmann | Eleonora Farina  | Julia Tanner        |
| 2016 | Veronika Widmann | Eleonora Farina  | Alia Marcellini     |
| 2017 | Eleonora Farina  | Veronika Widmann | Beatrice Migliorini |
| 2018 | Eleonora Farina  | Veronika Widmann | Alia Marcellini     |
| 2019 | Eleonora Farina  | Alia Marcellini  | Veronika Widmann    |
| 2020 | Eleonora Farina  | Alia Marcellini  | Laura Rossin        |
| 2021 | Veronika Widmann | Eleonora Farina  | Alia Marcellini     |
| 2022 | Veronika Widmann | Sophie Riva      | Lisa Gava           |
| 2023 | Veronika Widmann | Eleonora Farina  | Gloria Scarsi       |